# Ludwig Trutnau
Ludwig Trutnau (* 13. Juli 1935 in Essen; † 8. Juli 2015 in Altrich) war ein deutscher Biologe, Autor und Naturfotograf. Seine Bücher Schlangen im Terrarium. Band 2. Giftschlangen (1998) und Schlangen im Terrarium. Band 1/2. Ungiftige Schlangen (2002) gelten als Standardwerke der deutschsprachigen Terrarienkunde.

## Werdegang
Nach seinem Studium an der Mainzer Gutenberg-Universität und einer kurzzeitigen Anstellung am Duisburger Zoo ging er ins Referendariat. Als Lehrer für Biologie und Chemie war er lange Zeit am Cusanus-Gymnasium in Wittlich/Rheinland-Pfalz tätig. 1999 wurde er als Oberstudienrat pensioniert. 
Ludwig Trutnau befasste sich mehr als vierzig Jahre mit Herpetologie. Sein besonderes Interesse galt den Schlangen und Krokodilen. Auf mehreren Reisen erkundete er die Lebensräume von Reptilien und Amphibien in Südeuropa, Nordafrika, Südostasien, sowie Nord-, Mittel- und Südamerika. 
Sein Werk Europäische Amphibien und Reptilien (1975) ist eines der ersten, umfangreichsten Bestimmungsbücher der europäischen Herpetologie in deutscher Sprache, welches gerne von vielen Autoren von Naturführern bei der Beschreibung von Lurchen und Kriechtieren zitiert wird. Die präzisen Artbeschreibungen wurden bei der Erstellung der Bestimmungsschlüssels für Amphibien und Reptilien im "Brohmer - Fauna von Deutschland" berücksichtigt.
Ludwig Trutnau war auch als Tier- und Naturfotograf bekannt. Viele seiner Bilder werden in herpetologischen Büchern und Fachzeitschriften veröffentlicht. 

## Werke
- Ludwig Trutnau: Europäische Amphibien und Reptilien. Belser Verlag, Stuttgart. 1975
- Ludwig Trutnau: Schlangen im Terrarium. Band 1. Ungiftige Schlangen. Verlag Eugen Ulmer, Stuttgart. 1979 (1. Auflage), 1988 (2. Auflage)
- Ludwig Trutnau: Schlangen im Terrarium. Band 2. Giftschlangen. Verlag Eugen Ulmer, Stuttgart. 1981 (1. Auflage), 1990 (2. Auflage)
- Ludwig Trutnau: Krokodile und Echsen in Farbe. Albert Müller Verlag, Rüschlikon-Zürich/Stuttgart/Wien. 1986
- Ludwig Trutnau: Terraristik. Verlag Eugen Ulmer, Stuttgart. 1994
- Ludwig Trutnau: Krokodile: Alligatoren, Kaimane, Echte Krokodile und Gaviale. Neue Brehm Bücherei Band 593, Westarp Wissenschaften, Magdeburg. 1994
- Ludwig Trutnau: Schlangen im Terrarium. Band 2. Giftschlangen. Verlag Eugen Ulmer, Stuttgart. 1998 (3. Auflage)
- Ludwig Trutnau: Schlangen im Terrarium. Band 1/2. Ungiftige Schlangen. Verlag Eugen Ulmer, Stuttgart. 2002 (3. Auflage)
- Ludwig Trutnau & Ralf Sommerlad: Krokodile. Biologie und Haltung. Edition Chimaira, Frankfurt am Main. 2006

## Zusammenarbeit
Ludwig Trutnau, Wolfgang Böhme, Ulrich Joger: Vipera (Vipera) aspis (Linnaeus, 1758) - Aspisviper. in Ulrich Joger, Nikolai Stümpel: Handbuch der Reptilien und Amphibien Europas; Band 3/IIB, Schlangen (Serpentes) III Viperidae. Aula-Verlag, Wiebelsheim 2005; Seiten 151–185. ISBN 3-89104-617-0